# Alkham
Alkham – wieś w Anglii, w hrabstwie Kent, w dystrykcie Dover. Leży 19 km na południowy wschód od miasta Canterbury i 103 km na południowy wschód od centrum Londynu. W 2001 miejscowość liczyła 691 mieszkańców.